# تپه برداسپی ۱
تپه برداسپی ۱ مربوط به سدهٔ ۶ تا ۸ ه.ق است و در شهرستان اشنویه، بخش نالوس، ۵۰۰ متری شمال غرب شهر نالوس واقع شده و این اثر در تاریخ ۲۸ شهریور ۱۳۸۶ با شمارهٔ ثبت ۱۹۶۳۲ به‌عنوان یکی از آثار ملی ایران به ثبت رسیده است.